# Malpigia granatolistna

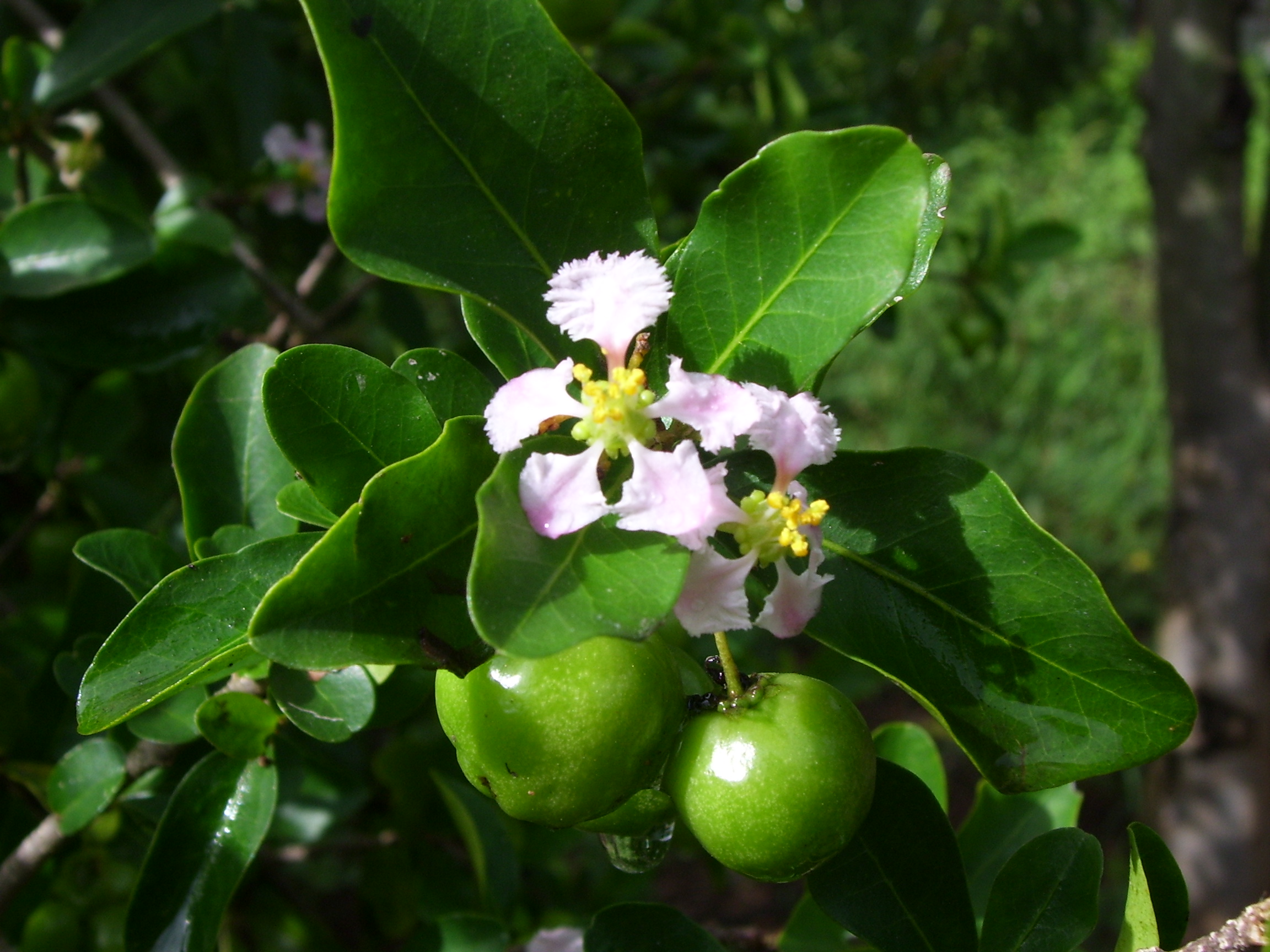
Kwiaty malpigii

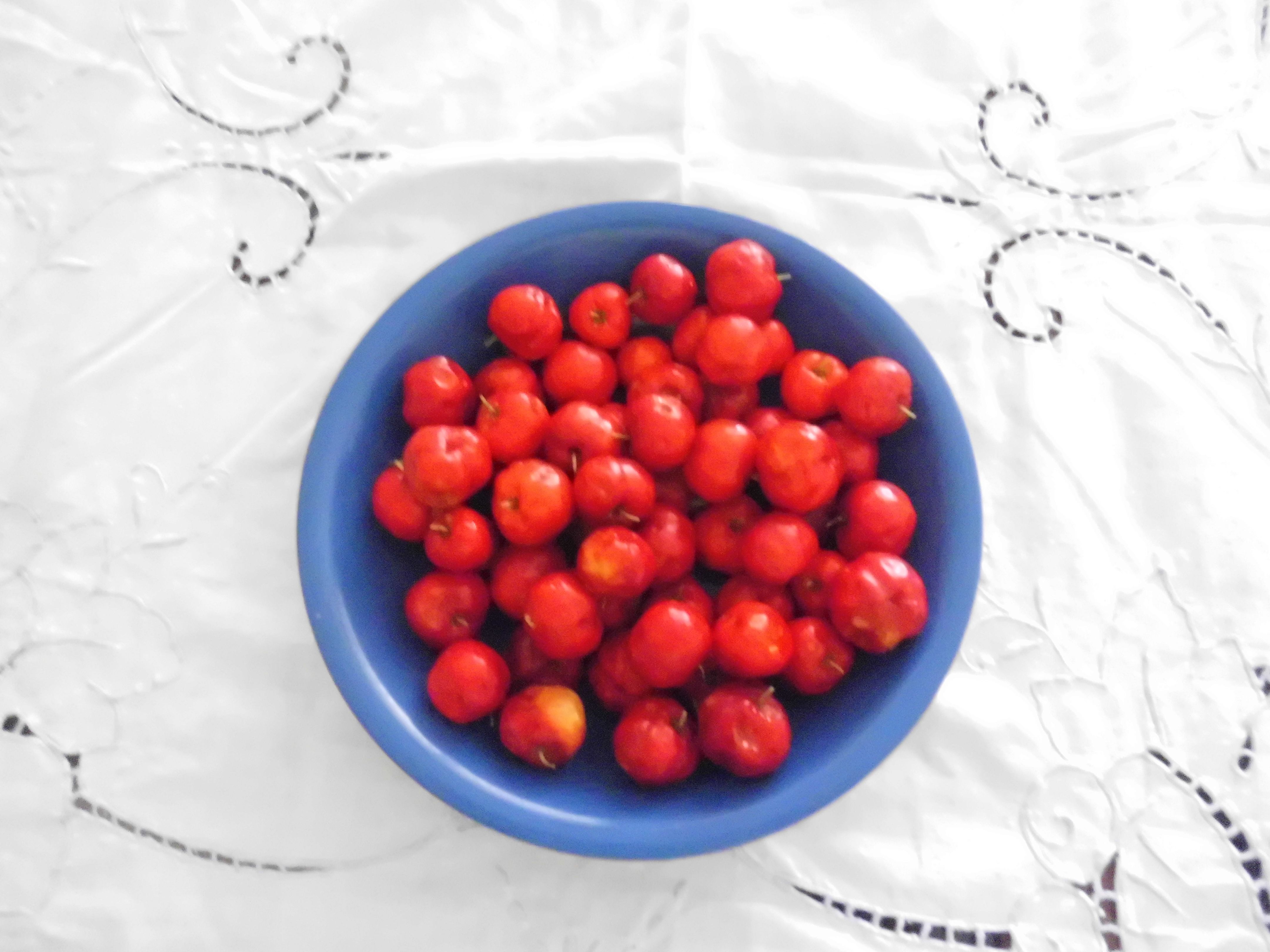
Acerola

Malpigia granatolistna (Malpighia glabra L.), inaczej acerola, nadgwiazdka granatolistna bądź wiśnia z Barbados – gatunek rośliny z rodziny malpigiowatych. Rodzimym obszarem jej występowania jest południowa część Ameryki Północnej (Teksas, Meksyk), Ameryka Środkowa i północna część Ameryki Południowej.

## Morfologia
PokrójNiskie drzewo lub – częściej – szeroko rozłożysty krzew o wieczniezielonych liściach. Osiąga wysokość 2–3 m. Ma bardzo giętkie gałązki.
LiścieUlistnienie naprzeciwległe. Liście eliptycznolancetowate lub owalne, zwężone u nasady, o długości 2,5–7,5 cm. Są całobrzegie, ostro zakończone i mają ciemnozielony kolor.
KwiatyRóżowe lub czerwone, występują w wiązkach. Kwiaty złożone z 5 ogruczolonych działek kielicha, 5 płatków korony o orzęsionych brzegach, 1 słupka i 10 żółtych pręcików.
OwoceMałe, czerwone, charakterystycznie trójdzielne, lekko spłaszczone pestkowce o średnicy 1–3 cm. Mają soczysty miąższ i bardzo kwaśny smak.

## Zastosowanie
- Owoce o orzeźwiającym smaku spożywa się na surowo, wytwarza się z nich także napoje, dżemy, soki.
- 100 g owoców zawiera 1400–2500 mg witaminy C[5], stąd ich wykorzystanie w przemyśle farmaceutycznym do produkcji preparatów zawierających naturalną witaminę C i pochodnych.
- Roślina może służyć do formowania drzewek bonsai.

## Uprawa
Jest uprawiana w wielu krajach tropikalnych, np. w Brazylii, na Madagaskarze, Wyspach Kanaryjskich. W sprzyjających warunkach kwitnie i owocuje przez cały rok. W Polsce acerolę można trzymać w doniczkach, nie ma ona wysokich wymagań w zakresie gleby. Nie powinna być narażana na długotrwałe mrozy lub wilgoć. Owoce pojawiają się po 3–4 latach uprawy.